# Manal
Manal Benchlikha, nota semplicemente come Manal (in arabo منال بنشليخة‎?; Marrakech, 18 settembre 1993), è una cantautrice marocchina.

## Biografia
Nata a Marrakech, in Marocco, Manal sviluppa sin da bambina una passione per la musica, imparando a suonare la chitarra mediante dei video su YouTube.

## Carriera
Nel 2015 pubblica la sua prima canzone, Denia, che ottiene un buon successo su YouTube, vincendo l'All Africa Music Award nella categoria Miglior artista femminile del Nord Africa. Dopo aver firmato per Sony Music Middle East, nel 2018 pubblica Taj, un brano rap che denuncia le molestie nei confronti delle donne. In seguito pubblica i singoli Nah, con il gruppo hip hop Shayfeen, e Slay, in collaborazione con ElGrandeToto, con i quali guadagna ulteriore notorietà.
Passata sotto RCA, etichetta di Sony Music France, il 21 maggio 2021 pubblica il suo primo album in studio, intitolato 360, da cui vengono estratti singoli come Niya e Call Me. Nello stesso anno vince per la seconda volta l'All Africa Music Award. Il suo secondo album, Arabian Heartbreak, viene reso disponibile il 20 settembre 2024, e vede la partecipazione di artisti come Amir Obe, Zamdane, Elena Rose, Ghali, Tagne e Libianca.

## Discografia

### Album in studio
- 2021 – 360
- 2024 – Arabian Heartbreak

### Singoli
- 2015 – Denia
- 2017 – Koulchi Ban
- 2018 – Taj
- 2018 – Nah (con Shayfeen)
- 2018 – Slay (feat. ElGrandeToto)
- 2019 – Pas le choix
- 2019 – NTA
- 2020 – 360
- 2020 – Niya
- 2021 – Lyali
- 2021 – 3iytou Lbouliss
- 2021 – Call Me
- 2022 – 3ari
- 2022 – Makhelaw Magalou
- 2022 – Zina (con Slimane)
- 2023 – Morak
- 2023 – 9ad Bia
- 2023 – Baba (feat. Ghali)
- 2024 – Mahboula
- 2024 – Cabaret
- 2024 – Doute (feat. Zamdane)
- 2024 – Free (feat. Elena Rose)
- 2024 – Machi Sahel (feat. Tagne)
- 2024 – One Day (feat. Libianca)
- 2024 – Wahia (feat. Amir Obe)